# 1984年冬季残疾人奥林匹克运动会捷克斯洛伐克代表团
1984年冬季残疾人奥林匹克运动会捷克斯洛伐克代表团是捷克斯洛伐克派出的1984年冬季残疾人奥林匹克运动会代表团。未获得奖牌。